# シケン
株式会社シケンは、徳島県小松島市に本社を置く、医療品の開発・販売を行っている株式会社。

## 概要
1975年1月に創業された小松島歯研が有限会社に移行し、設立。株式会社に移行したのは、1985年。現在の社名になったのは、1992年6月。決算期は、3月。

## 沿革
- 1975年1月 : 徳島県小松島市にて「小松島歯研」として個人創業
- 1979年4月 : 「(有)小松島歯研」設立
- 1984年2月 : 高松営業所（香川県高松市）開設
- 1985年6月 : 「(株)歯研」へ組織変更
- 1987年9月 : 岡山営業所（岡山市中区）開設
- 1989年1月 : 松山技工所（愛媛県松山市）開設
- 1989年2月 : 鴨島技工所（徳島県吉野川市）開設
- 1989年4月 : 大阪営業所（大阪府吹田市）開設
- 1990年4月 : 南大阪営業所（堺市中区）開設
- 1990年4月 : 大阪営業所を「北大阪営業所」へ改称
- 1990年4月 : 大阪技工所（大阪市中央区）開設
- 1991年4月 : 神戸営業所（神戸市長田区）開設
- 1992年6月 : 徳島県小松島市に新社屋（本社）完成。同時に会社名を「株式会社シケン」へ変更
- 1992年7月 : 練馬営業所（東京都練馬区）開設
- 1993年1月 : 川崎営業所（川崎市中原区）開設
- 1993年5月 : 京都営業所（京都市南区）開設
- 1993年8月 : 徳島県「地域産業技術改善費補助金事業」認定
- 1993年8月 : 東京技工所（川崎市中原区）開設
- 1993年9月 : 足立営業所（東京都足立区）開設
- 1993年11月 : 名古屋営業所（名古屋市西区）開設
- 1994年1月 : 藤沢営業所（神奈川県藤沢市）開設
- 1994年3月 : 岡崎営業所（愛知県岡崎市）開設
- 1994年4月 : 千葉営業所（千葉市中央区）開設
- 1994年5月 : 香川県高松市に新社屋（高松支店）完成
- 1994年7月 : 埼玉営業所（埼玉県川越市）を開設
- 1994年8月 : 川崎営業所を川崎市幸区へ移転
- 1995年6月 : 第31回徳島新聞「産業賞」受賞
- 1995年12月 : 徳島県「中小企業の創造的事業活動の促進に関する臨時措置法」認定
- 1996年5月 : 八王子営業所（東京都八王子市）開設
- 1996年9月 : 徳島県中小企業振興公社「ベンチャー企業創出支援事業」認定
- 1998年9月 : 足立営業所を現所在地（東京都足立区）へ移転
- 1999年4月 : 北大阪営業所を大阪府吹田市にて移転
- 2001年1月: 東京技工所を東京都港区へ拡張移転
- 2001年4月 : 鴨島技工所を徳島県吉野川市にて拡張移転
- 2002年5月 : 徳島雲南交流協会協賛向こう5年間にわたり中国雲南省昆明医学院の歯学生に奨学金を贈呈
- 2003年7月 : 経済産業省「戦略的情報化投資活性化事業」選定
- 2005年11月 : 松山技工所を現所在地（愛媛県松山市）へ拡張移転
- 2006年11月 : 徳島県「はぐくみ支援企業等表彰事業所」選定
- 2007年1月 : 大阪技工所を現所在地（大阪市天王寺区）へ拡張移転
- 2007年4月 : 浜松営業所（静岡県浜松市）開設
- 2007年7月 : 岡山営業所を現所在地（岡山市北区）へ移転
- 2008年9月 : 徳島県板野町に新社屋（徳島第二技工所）完成。これに伴い、徳島営業所および鴨島技工所を統合。
- 2008年11月 : 神戸営業所を現所在地（神戸市中央区）へ移転
- 2009年4月 : 徳島第二技工所にデンチャー部門を本格稼働
- 2009年7月 : 名古屋営業所を現所在地（名古屋市西区）へ移転
- 2009年11月 : 世田谷営業所（東京都世田谷区）開設
- 2010年5月 : 練馬営業所を現所在地（東京都練馬区）へ移転
- 2010年7月 : 北大阪営業所を現所在地（大阪市東淀川区）へ移転
- 2010年10月 : 柏営業所（千葉県柏市）開設
- 2011年4月 : 厚木営業所（神奈川県厚木市）開設
- 2011年5月 : 埼玉営業所を現所在地（さいたま市浦和区）へ移転
- 2011年8月 : 京都営業所を現所在地（京都市南区）へ移転
- 2011年11月 : 八王子営業所を現所在地（東京都八王子市）へ移転
- 2013年1月 : 世田谷営業所を現所在地へ移転
- 2013年2月 : 南大阪営業所を現所在地（堺市堺区）へ移転
- 2013年5月 : 浜松営業所を現所在地（浜松市中区）へ移転
- 2013年11月 : 東京技工所を現所在地（東京都江東区）へ拡張移転
- 2014年4月 : 江東営業所（東京都江東区）開設

## 営業所・技工所

### 営業所
- 練馬営業所（東京都練馬区）
- 藤沢営業所（神奈川県藤沢市）
- 足立営業所（東京都足立区）
- 厚木営業所（神奈川県厚木市）
- 世田谷営業所（東京都世田谷区）
- 千葉営業所（千葉市中央区）
- 江東営業所（東京都江東区）
- 柏営業所（千葉県柏市）
- 八王子営業所（東京都八王子市）
- 埼玉営業所（さいたま市浦和区）
- 横浜営業所（横浜市港北区）
- 名古屋営業所（名古屋市西区）
- 浜松営業所（浜松市中区）
- 岡崎営業所（愛知県岡崎市）
- 北大阪営業所（大阪市東淀川区）
- 神戸営業所（神戸市中央区）
- 南大阪営業所（堺市堺区）
- 京都営業所（京都市南区）
- 岡山営業所（岡山市北区）
- 徳島営業所（徳島県板野町）
- 松山営業所（愛媛県松山市）
- 高松営業所（香川県高松市）

### 技工所
- 徳島技工所　（徳島県小松島市）
- 徳島第二技工所（徳島県板野町）
- 高松技工所（香川県高松市）
- 松山技工所（愛媛県松山市）
- 大阪技工所（大阪市天王寺区）
- 東京技工所（東京都江東区）